# Eugen Petersen (arkeolog)
Eugen Adolf Hermann Petersen, född den 16 augusti 1836 i Heiligenhafen, Holstein, död den 14 december 1919, var en tysk arkeolog.
Petersen studerade klassisk filologi i Kiel och Bonn, blev 1862 privatdocent i Erlangen, 1873 professor i arkeologi vid Dorpats kejserliga universitet, flyttade 1879 i samma egenskap till Prag, deltog i de österrikiska expeditionerna till Grekland och Mindre Asien (1880, 1882, 1884–1885), var en kort tid förste sekreterare vid tyska arkeologiska institutet i Aten och beklädde sedan till 1904 samma plats vid institutet i Rom. 
Petersen författade Trajans dakische Kriege (2 band, 1899–1903), Ara pacis augustæ (1902), Comitium, Rostra, Grab des Romulus (1904), Ein Werk des Panainos (1905), Der Burgtempel der Athenaia (1907), Athen (1908) och medarbetade i "Reisen in Lykien, Milyas und Kibyratis" (1889), "Die Städte Pamphyliens und Pisidiens" (1890-92) med mera. Hans populära Vom alten Rom (1898; 4:e upplagan 1911) var mycket spridd. Åren 1887–1905 utgav han Arkeologiska institutets i Rom "Mitteilungen".